# Jekatierina Kastalska

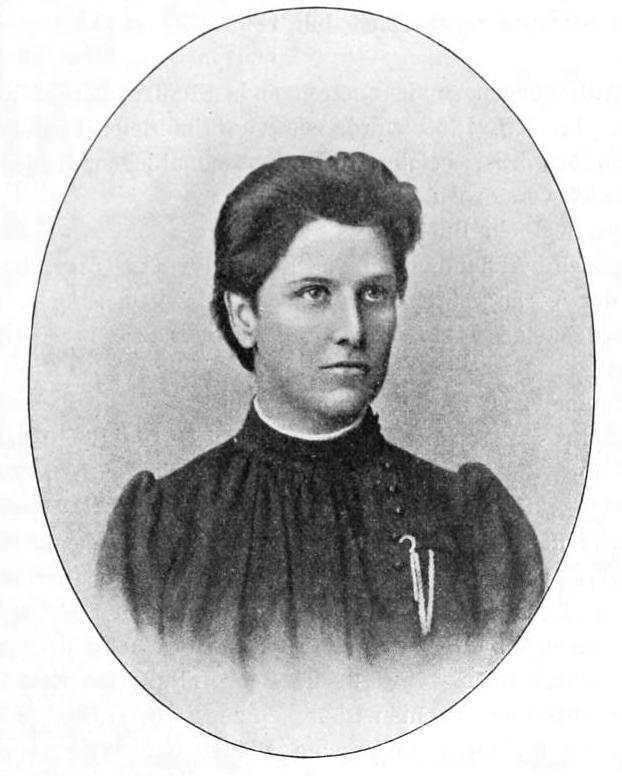
Jekatierina Kastalska

Jekatierina Dmitrijewna Kastalska (ros. Екатерина Дмитриевна Кастальская, ur. 9 marca 1864 w Moskwie, zm. 14 września?/26 września 1899) – rosyjska lekarka, okulistka.
Córka Dmitrija Kastalskiego (1820–1891), prawosławnego duchownego. Jej bratem był kompozytor Aleksandr Kastalski (1856–1926). Miała jeszcze czworo rodzeństwa, braci Władimira (1864–?), Siergieja (1866–1916) i Siemiona (1872–?) oraz siostrę Annę (1867–?).
Uczęszczała do II Żeńskiego Gimnazjum w Moskwie, następnie w 1882 roku wstąpiła na żeński wydział filozoficzny Uniwersytetu Moskiewskiego i przez cztery lata studiowała nauki przyrodnicze. Ponieważ kobiety w Rosji nie mogły wówczas studiować medycyny, na dalsze studia medyczne udała się do Szwajcarii. W 1885 roku na Uniwersytecie w Bernie, uzyskała stopień doktora medycyny na podstawie dysertacji o etiologii zapaleń pęcherza moczowego. Pracowała następnie w moskiewskiej klinice ocznej i zajmowała się głównie anatomią patologiczną i bakteriologią. Odkryła, że niepatogenne bakterie żyjące na ciele ludzi mogą być czynnikiem wywołującym zapalenie oka.
W styczniu 1899 zachorowała na dur brzuszny, powikłany zapaleniem wsierdzia. Zmarła po ośmiomiesięcznej chorobie. Po przedwczesnej śmierci Kastalskiej jej przyjaciele wydali dzieła zebrane, poprzedzone przedmową Gołowina i szkicem biograficznym autorstwa Jewieckiego.
Bratanica lekarki, Natalia Kastalska, we wspomnieniach opisała ją następująco:

„Ciotka była szczupła, ciemnej karnacji i piękna; nosiła rosyjską bluzę z tkaniny, włosy ścinała krótko jak mężczyzna, w bocznej kieszeni nosiła zegarek z dewizką (prezent od kolegów), gdy byliśmy mali nie daliśmy jej spokoju, dopóki nasze palce nie sięgnęły łańcuszka.”

## Lista prac
- Zur Aetiologie der Cystitis. Bern: Obrecht & Käser, 1895
- К этимологии панофтальмита. Киев: Типо-литогр. И.Н. Кушнерев, 1897
- Ein Fall von doppelseitigem Colobom der Macula lutea. Archiv für Augenheilkunde 36, ss. 58-64, 1897
- Актиномикоз слезного канальца. Вестник офтальмологии 15 (4), С. 422—425, 1898
- Hyaline Kugeln beim Trachom. Comptes-rendus du XII Congres international de medecine VI, ss. 113-115, 1897
- Сборник работ Е.Д. Кастальской. М., 1900